# ناهد الطحان
ناهد الطحان (1970 -) هي مخرجة إذاعية وإعلامية مصرية.

## حياتها ونشأتها
من مواليد مدينة دسوق عام 1970. درست في كلية التجارة جامعة عين شمس ثم درست بقسم الدراما والنقد المسرحي بأكاديمية الفنون وأخيرا درست اللغة الإنجليزية بكلية الآداب - جامعة القاهرة.

## مسيرتها
عملت في بداية حياتها الاعلامية كصحفية بالملحق الأدبي في جريدة المساء القاهرية - كمحررة بالقسم الأدبي، ثم عينت مخرجة للدراما بالإذاعة المصرية.. أخرجت العديد من البرامج الاذاعية الهامة، من بينها:
- ذروة الحدث الدرامي، موسوعة الفنون، جامعة القاهرة مائة عام من التنوير،
- رواد الدراما الاذاعية، مع الرواد، برنامج دراما بلا حدود،
- برنامج أين حقي (سيميدراما).

أعتمدت كمؤلفة للدراما عام 2008، وقدم لها المخرج الكبير الراحل أحمد سليم سهرة درامية بعنوان «جئت لأتصل بالتليفون» أعدتها عن قصة قصيرة بنفس العنوان للكاتب الكولومبي جارثيا ماركيز. حصلت على جائزة أحسن مخرجة في مسابقة الإذاعة المصرية في بداية مسابقة الاذاعيون يبدعون في شهر نوفمبر عام 2009. أعدت وأخرجت سهرة «السيمفونية الرعوية» عام 2010 عن رواية للكاتب الفرنسي أندرية جيد.